# منار شاث
منار شاث هي لاعبة كاراتيه أردنية. فازت بالميدالية الذهبية في الألعاب الآسيوية عام 2010 في كانتون.